# 坪山站
坪山站是一个属于深圳地铁16号线的地铁车站，位于中华人民共和国广东省深圳市龙岗区宝龙街道站前路深圳坪山站南侧，沿站前一路呈南北走向，为深圳坪山站的配套车站。

## 车站结构
本站为地下三层双柱三跨岛式站台。

### 楼层
| 地面              | -      | 出入口                                                                                              |
| 地下一层          | 站厅   | 售票机、客务中心、自动售货机                                                                        |
| 地下二层          | 设备层 | 设备用房                                                                                            |
| 地下三层          | 月台   | \| \| \| 16號線往大运（宝龙同乐） \| \| 島式 · 開左邊车门 \| \| \| \| \| \| 16號線往田心（新和） \| |
|                   |        | 16號線往大运（宝龙同乐）                                                                            |
| 島式 · 開左邊车门 |        | |
|                   |        | 16號線往田心（新和）                                                                                |

### 出入口

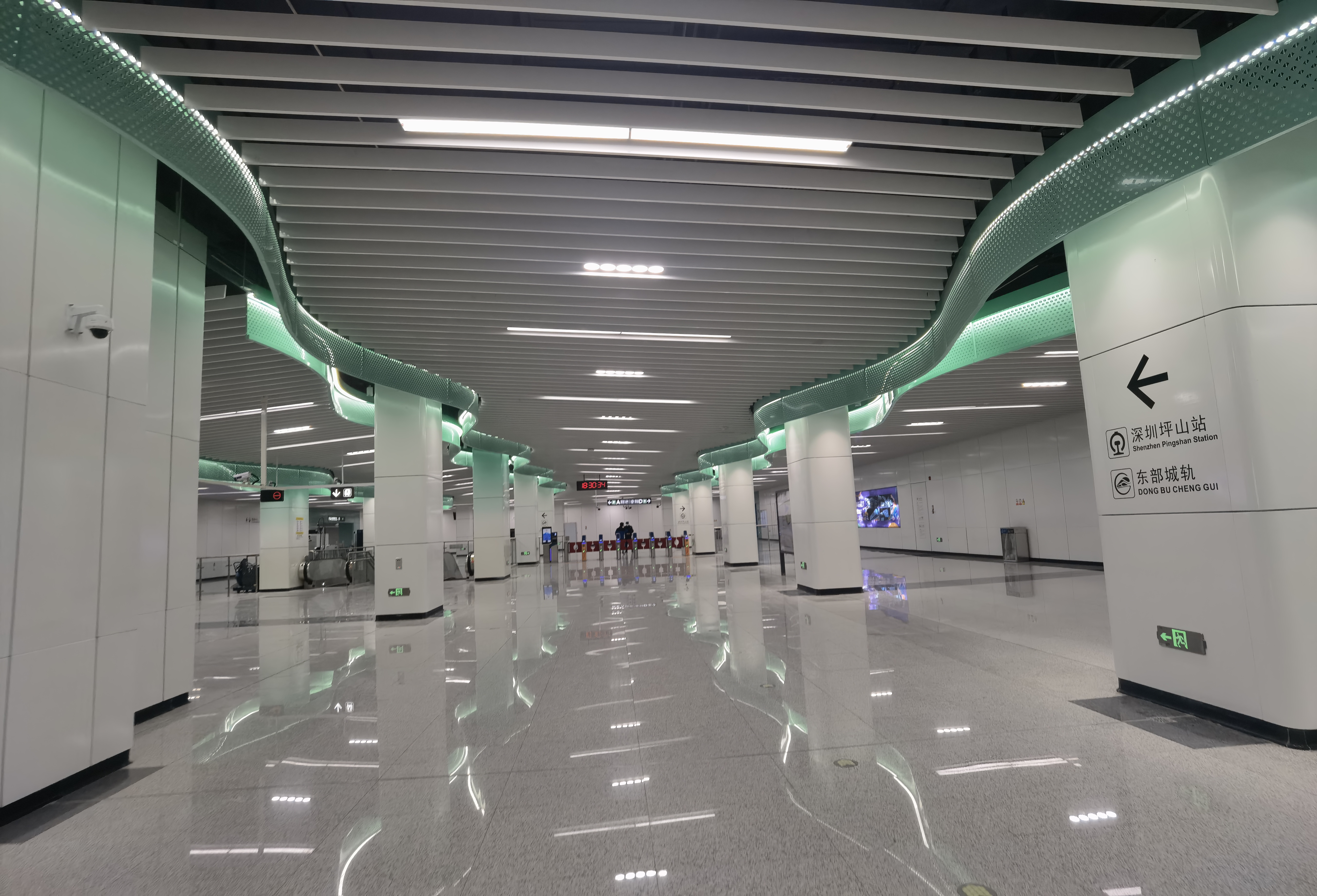
站厅
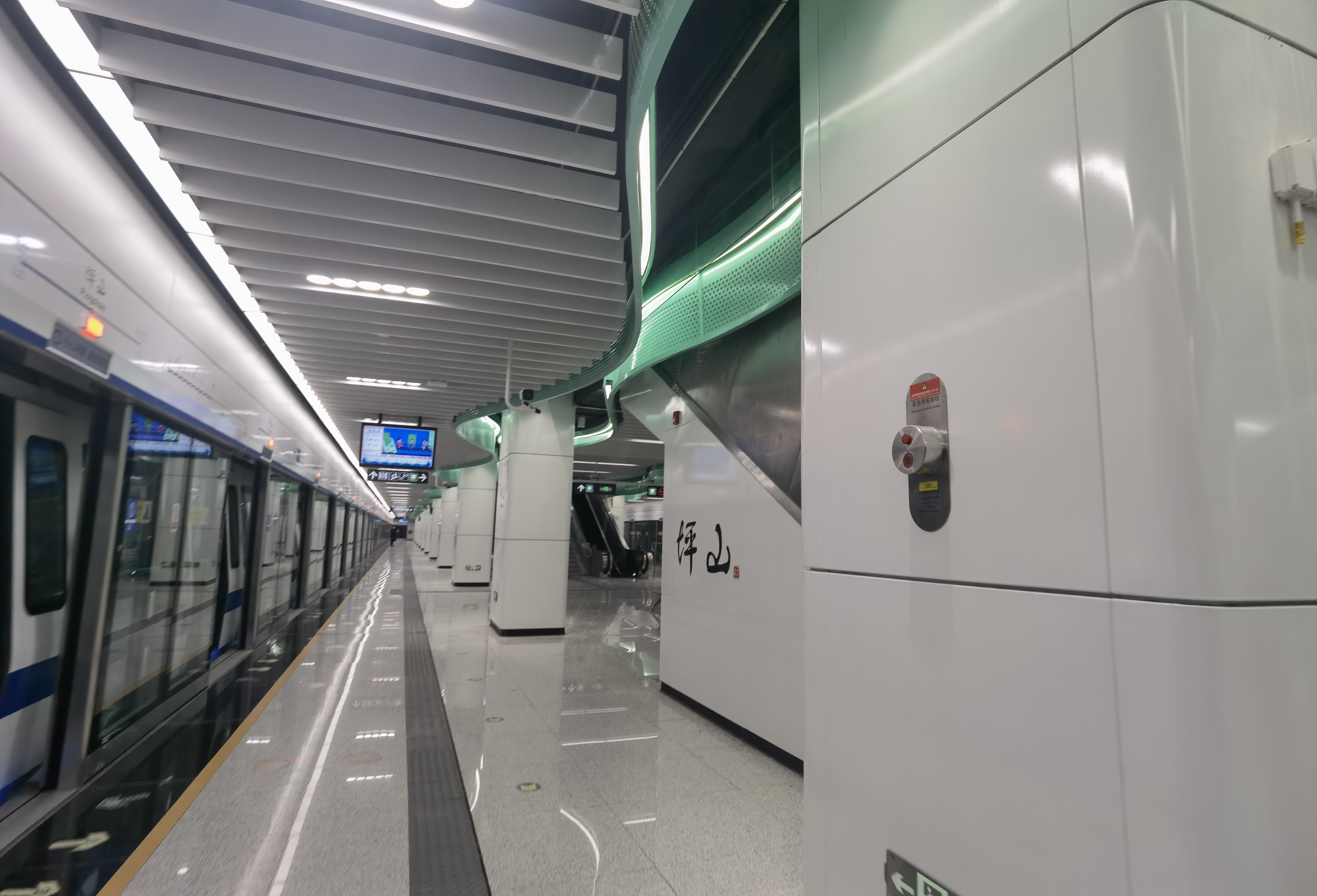
站台
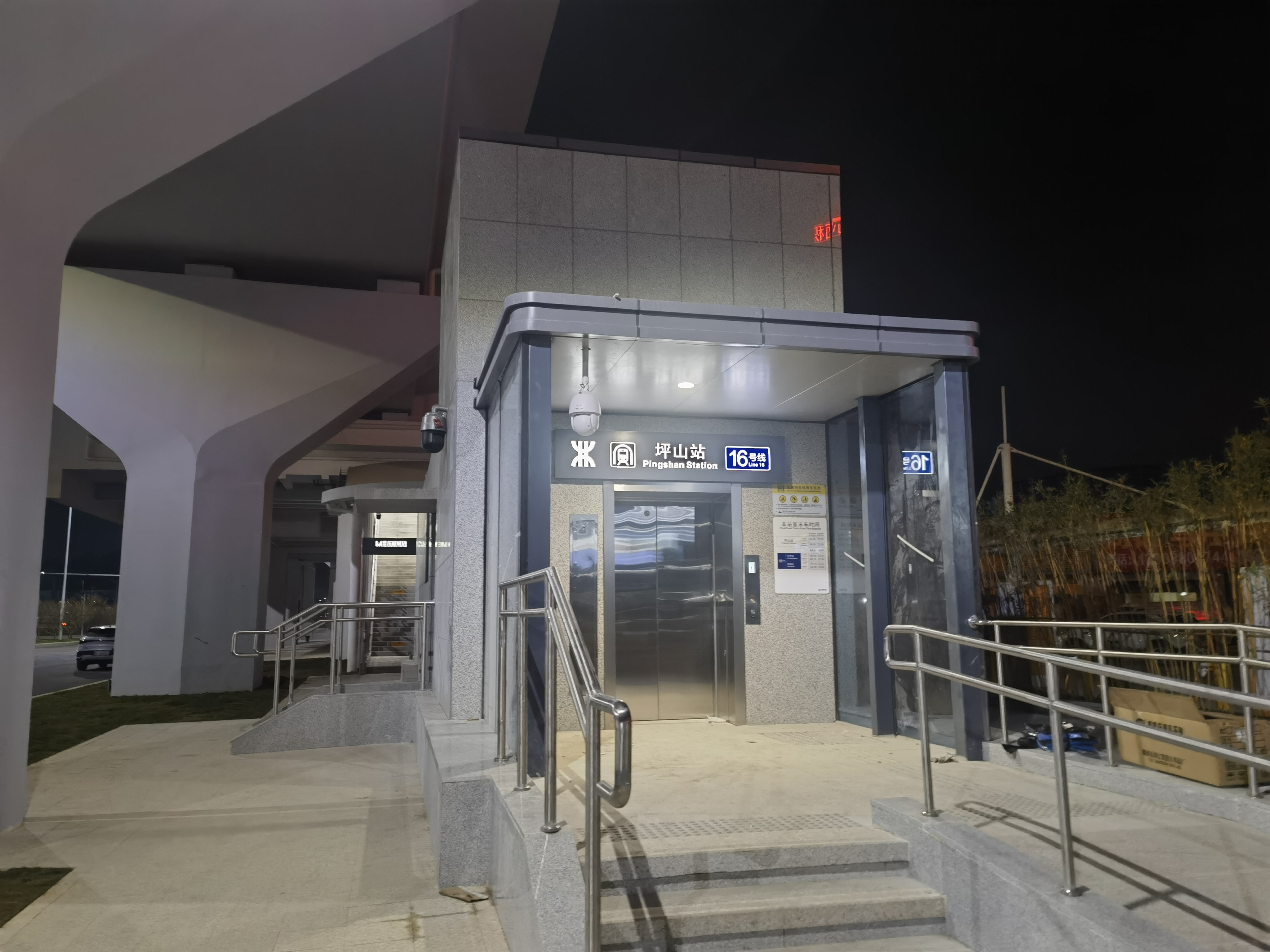
A出口升降机

本站共设4个出入口。
| 出口编号及设施                          | 照片 | 指示             | 建议前往目的地                                 |
| --------------------------------------- | ---- | ---------------- | ---------------------------------------------- |
| 出口 · A · 升降机标志 · 扶手电梯标志    |      | 站前路南侧（西） | 坪山云巴坪山高铁站、栩康二手交易中心、奋斗广场 |
| 出口 · B · 扶手电梯标志 · 洗手间标志    |      | 站前路南侧（东） | 丽枫酒店，同心水泥制品厂                       |
| 出口 · C · 扶手电梯标志                 |      | 站前路北侧（东） | 深圳坪山站南广场                               |
| 出口 · D · 升降机标志 · 扶手电梯标志    |      | 站前路北侧（西） | 深圳坪山站南广场                               |
| 註： 設有 \| 設有扶手電梯 \| 設有洗手間 |      |                  |                                                |

- 站厅
- 站台
- A出口升降机

## 历史
- 2019年9月2日，本站开始施工[1]。
- 2021年1月7日，本站主体结构封顶[1]。

## 未来发展
未来，本站可换乘23号线、龙大城际及深大城际铁路（33号线）。本站在16号线建设期间未作出预留，龙大城际与33号线同步建设，预计与两线为通道换乘；23号线为远期线路，33号线建设时只预留换乘节点。

## 接驳交通
铁路
- 深圳坪山
- 坪山云巴1号线坪山高铁站

深圳公交巴士